# Combiné nordique sur tremplin normal aux Jeux olympiques de 2022
Pour des articles plus généraux, voir Combiné nordique aux Jeux olympiques de 2022 et Jeux olympiques d'hiver de 2022.
Navigation
Pyeongchang 2018 Cortina 2026
L'épreuve individuelle de combiné nordique aux Jeux olympiques de 2018 sur le tremplin normal a lieu le 9 février 2022 à Zhangjiakou.
L'épreuve est composée d'un saut et d'une course de ski de fond de 10 km. Les points obtenus lors du saut sont convertis en secondes et les athlètes partent selon le classement du saut lors de la course de ski de fond. L'arrivée de la course de ski de fond détermine le classement final.
Le Japonais Ryota Yamamoto domine le concours de saut. Dans la course de ski de fond, il ne peut pas suivre et un groupe de trois athlètes est en tête jusque dans le dernier tour. Dans la dernière montée, Vinzenz Geiger revient sur le groupe et l'emporte. L'Allemand devance Jørgen Graabak et Lukas Greiderer, seul rescapé du groupe sur le podium.

## Organisation

### Lieux
Les épreuves se déroulent à Zhangjiakou dans le Hebei à 180 km de Pékin à une altitude d'environ 1 700 m,. Les compétitions à cette altitude sont rares et certains athlètes effectuent des stages de préparation dans des villes autrichiennes, italiennes ou françaises pour s'habituer à ces conditions. La dernière fois que des épreuves olympiques avaient lieu à une telle altitude, c'était lors des Jeux olympiques de 2002 à Soldier Hollow. Les conditions sur place sont attendues comme très froide (près de la limite autorisée de - 20 °C) et sèche.
Pour le saut à ski, les tremplins sont construits entre 2017 et 2020 avec un budget initial de 60 millions de dollars. Le complexe compte deux tremplins : un HS 140 et un HS 106. Les tremplins sont les seuls homologués en Chine et ils servent de centre national pour les sauteurs chinois. Le nom du complexe vient de sa ressemblance avec un sceptre de Ruyi (de). Les athlètes sont impressionnés par les dimensions ainsi que l'architecture du complexe. Les tremplins sont situés dans une zone où soufflent fréquemment des vents violents. Quelques jours avant la course, les épreuves masculine, féminine et par équipes. Pour le HS 106, les records du tremplin sont de 107,5 m réalisé par le Russe Danil Sadreev chez les hommes et de 108 m par Urša Bogataj chez les femmes.
Sur la piste de ski de fond, il n'y a pas de difficultés majeures et le profil des pistes est relativement plat. En effet, le circuit de 2,5 km compte trois petites montées et autant de descentes. Au total, il y a 88 m de dénivelé positif sur cette boucle. Les compétitions se déroulent sur de la neige artificielle, ce qui complique la glisse des skis. Le fartage des skis s'annonce complexe et déterminant dans les résultats. Les pistes sont éclairées grâce à un système de projecteurs situés sur le long de la piste. 
Des tribunes étaient prévues pour les deux sites de compétitions, mais en raison de la pandémie de Covid-19, il n'y a pas de vente de billets au grand public. Seules quelques personnes invitées peuvent assister aux compétitions. Les principales compétitions de test des équipements sportifs ont dû être annulées en raison de la pandémie de Covid-19 et seulement des courses de la coupe continentale de combiné nordique 2022 et de la coupe continentale de saut à ski 2021-2022 (en) ont pu être disputées,.

### Calendrier
Le saut d'essai est programmé à 15 h heure locale (UTC+8). Le concours de saut débute à 16 h et la course de ski de fond commence à 19 h.
| Date           | Épreuve     | Horaire | Horaire |
| -------------- | ----------- | ------- | ------- |
| 9 février 2022 | Saut à ski  | 16 h    |         |
| 9 février 2022 | Ski de fond | 19 h    |         |

### Format de l'épreuve
Les athlètes exécutent premièrement un saut sur le tremplin normal (HS 106) suivi d’une course de ski de fond de 10 km qui consiste à parcourir quatre boucles de 2,5 km. À la suite du saut, des points sont attribués pour la longueur et le style. Le départ de la course de ski de fond s'effectue selon la méthode Gundersen (1 point = 4 secondes), le coureur occupant la première place du classement de saut s’élance en premier, et les autres s’élancent ensuite dans l’ordre fixé. Le premier skieur à franchir la ligne d’arrivée remporte l’épreuve.

## Athlètes participants
Cinq athlètes sont absents en raison de tests positifs au Covid-19. Quatre athlètes sont à l'isolement en Chine. Il s'agit des Allemands Eric Frenzel, quadruple vainqueur de la coupe du monde, et Terence Weber, l'Estonien Kristjan Ilves et le favori Norvégien Jarl Magnus Riiber. L'Italien, Samuel Costa est testé positif avant son départ et il n'est pas encore en Chine au moment de la course,. Ainsi, il y a quatre membres du Top 7 mondial qui sont non partant de la première course olympique. 
Parmi les pays comptant cinq athlètes mais ne pouvant en aligner que quatre, l'Autriche choisit de ne pas sélectionner Mario Seidl. Pour les autres nations, la Finlande n'aligne pas Otto Niittykoski (de), la France Edgar Vallet (de) et le Japon Hideaki Nagai.
Les favoris de la course sont Johannes Lamparter, leader de la coupe du monde, Vinzenz Geiger et Jørgen Graabak,,. Johannes Lamparter a remporté un titre de championnats du monde de ski nordique et il est en tête de la coupe du monde. Malgré son jeune âge (20 ans), l'Autrichien est ambitieux et il ne semble pas nerveux selon son entraîneur Christoph Eugen. Vinzenz Geiger a déjà remporté une médaille d'or en relais il y a quatre ans ainsi que deux médailles mondiales. Il a également remporté une des courses de Seefeld in Tirol ce qui fait qu'il aborde la course avec confiance. Enfin, Jørgen Graabak a remporté la dernière compétition avant la course, les Trois jours du combiné nordique.
Akito Watabe, Ilkka Herola sont considérés comme des prétendants aux médailles,. Ilkka Herola juge la piste comme plus difficile que prévu avec des replats aux sommets des bosses et que la course de ski de fond fera des différences importantes. Il manque de ce parcours l'avantage et que les 10 km seront courus en 24 minutes. Enfin, il considère que le tremplin ressemble à celui d'Oberstdorf où il avait remporté une médaille l'année dernière aux championnats du monde de ski nordique et qu'il y a peu d'écart à l'issue du concours de saut. L'entraîneur des athlètes finlandais, Petter Kukkonen considère qu'une quinzaine d'athlètes peuvent envisager une médaille.
Les premiers entraînements sur le tremplin ont lieu le 6 février 2022. Ils sont remportés par Julian Schmid et Espen Andersen. Le deuxième entraînement est dominé une nouvelle fois par Julian Schmid ainsi que par Franz-Josef Rehrl.

## Récit de l'épreuve
Lors du concours de saut, Ryota Yamamoto réalise le plus long saut du jour avec 108 m. Ce saut lui permet de disposer d'une avance de 38 s d'avance sur l'Autrichien Lukas Greiderer qui est très heureux de son saut à 103,5 m. Les Allemands Julian Schmid et Johannes Rydzek qui ont sauté à 103 m et 104 m sont respectivement à 40 s et 43 s. Johannes Rydzek, quadruple médaillé olympique et en difficulté quasiment toute la saison, est donc en bonne position pour envisager une médaille. L'Autrichien Johannes Lamparter qui est le favori et le leader du classement de la coupe du monde ne saute qu'à 100 m ce qui le relègue à plus d'une minute. Derrière des skieurs rapides comme Ilkka Herola, Jørgen Graabak ou encore Vinzenz Geiger suivent à quelques secondes derrière l'Autrichien. Antoine Gérard est disqualifié en raison d'une combinaison non conforme. En effet, sa combinaison est déchirée au niveau de la hanche droite ce qui est interdit.
Lors de la course de ski de fond, Ryota Yamamoto est rapidement rattrapé par un groupe de trois athlètes composé de Lukas Greiderer, de Julian Schmid et de Johannes Rydzek. Derrière, un groupe de poursuivants se forme avec Ilkka Herola, Jørgen Graabak, Vinzenz Geiger, Johannes Lamparter ou encore Akito Watabe. Dans le deuxième tour, Ryota Yamamoto est définitivement lâché par les trois autres athlètes et le trio de tête dispose d'environ une trentaine de secondes sur le groupe de poursuivants. Dans le troisième tour, l'Allemand Julian Schmid se met en tête du trio et il effectue la majorité du travail. Derrière, le groupe de poursuivants est à environ 18 s à l'entrée du dernier tour. C'est le moment choisi par Johannes Rydzek pour lâcher ses deux compagnons de tête. Il prend rapidement quelques secondes d'avance sur Lukas Greiderer alors que Julian Schmid est totalement lâché. Dans le groupe de poursuivants, Vinzenz Geiger attaque également et il est accompagné par Jørgen Graabak et Johannes Lamparter alors que Ilkka Herola coince,. Dans la dernière montée, Vinzenz Geiger accélère et seul Jørgen Graabak peut le suivre. Les deux athlètes reprennent les hommes de tête et se jouent la victoire au sprint. C'est l'Allemand qui s'impose derrière le Norvégien. Joahnnes Rydzek pris par des crampes est doublé dans la dernière montée par Lukas Greiderer qui parvient à conserver la troisième place devant son compatriote Johannes Lamparter. Joahnnes Rydzek termine cinquième, devant Ilkka Herola, Akito Watabe et Julian Schmid.

## Réactions
Vinzenz Geiger est heureux de sa victoire mais relative en raison de l'absence de plusieurs athlètes,. Il confesse avoir eu une préparation compliquée car il a été « cas contact » d'Eric Frenzel dans l'avion et qu'il a dû être isolé pendant plusieurs jours. Ses entraînements ont également été perturbés en raison de son statut de cas contact,. Avant le début de la course, il ne croyait pas en ses chances. Au fur et à mesure des tours, il a commencé à envisager le bronze puis l'or dans le dernier tour,. La performance de l'Allemand est encensée par ses compatriotes ainsi que par l'entraîneur national, Hermann Weinbuch.
Jørgen Graabak est ravi de sa médaille. Pour Jann Post (no), le Norvégien a fait « la course parfaite » et qu'il ne pouvait espérer mieux. Le Norvégien regrette l'absence de Jarl Magnus Riiber et les officiels essaient de faire en sorte que l'athlète puisse participer aux deux autres courses. L'athlète est plutôt pessimiste et il pense qu'il va manquer l'intégralité de la compétition.
Grâce à Lukas Greiderer, les athlètes autrichiens du combiné ont prolongé leur série de médailles. Il est le cinquième Autrichien à remporter une médaille individuelle après Klaus Sulzenbacher (1984, 1988), Felix Gottwald (2002, 2006), Bernhard Gruber (2010) et Lukas Klapfer (2018). Depuis les Jeux de 2002, il y a toujours eu au moins une médaille aux Jeux olympiques. Lukas Greiderer considère qu'il a réalisé la « course la plus difficile de sa vie » et qu'il est très heureux d'avoir remporté une médaille aux Jeux olympiques. Il ajoute qu'il considère avoir réalisé que son saut était exceptionnel alors qu'il avait des problèmes au tremplin ces derniers mois. Au contraire, son compatriote Johannes Lamparter, un favori, est déçu de sa quatrième place même si ce n'était que sa première course olympique. Il avoue qu'il était très nerveux lors du concours de saut et qu'il a fait un saut correct mais pas très bon. Dans la dernière montée, il n'avait pas la capacité de suivre Vinzenz Geiger.
Pour les Finlandais, Ilkka Herola n'atteint pas le podium qui semblait à sa portée. L'athlète considère avoir donné le maximum mais qu'il n'était pas dans un bon jour. Les Français terminent assez loin. Le premier d'entre-eux est Mattéo Baud qui termine 18e pour sa première course olympique. Celui-ci est plutôt satisfait de sa course et de son concours de saut,.

## Podium
| Épreuve         | Or             | Or           | Argent         | Argent | Bronze          | Bronze |
| --------------- | -------------- | ------------ | -------------- | ------ | --------------- | ------ |
| Tremplin normal | Vinzenz Geiger | 25 min 7 s 7 | Jørgen Graabak | +0 s 8 | Lukas Greiderer | +6 s 6 |

## Résultats
| Rang                                | Nom                  | Nationalité  | Longueur (m) | Points      | Retard au départ | Temps du ski de fond | Rang du ski de fond | Temps cumulé  | Retard final |
| ----------------------------------- | -------------------- | ------------ | ------------ | ----------- | ---------------- | -------------------- | ------------------- | ------------- | ------------ |
| Médaille d'or, Jeux olympiques      | Vinzenz Geiger       | Allemagne    | 98.0         | 111.4       | 1 min 26 s       | 23 min 41 s 7        | 1                   | 25 min 7 s 7  |              |
| Médaille d'argent, Jeux olympiques  | Jørgen Graabak       | Norvège      | 98.5         | 114.1       | 1 min 16 s       | 23 min 52 s 5        | 2                   | 25 min 8 s 5  | +0.8         |
| Médaille de bronze, Jeux olympiques | Lukas Greiderer      | Autriche     | 103.5        | 123.4       | 0 min 38 s       | 24 min 36 s 3        | 7                   | 25 min 14 s 3 | +6.6         |
| 4                                   | Johannes Lamparter   | Autriche     | 100.0        | 116.9       | 1 min 4 s        | 24 min 12 s 7        | 3                   | 25 min 16 s 7 | +9.0         |
| 5                                   | Johannes Rydzek      | Allemagne    | 104.0        | 122.2       | 0 min 43 s       | 24 min 46 s 5        | 9                   | 25 min 29 s 5 | +21.8        |
| 6                                   | Ilkka Herola         | Finlande     | 100.0        | 115.7       | 1 min 9 s        | 24 min 24 s 1        | 4                   | 25 min 33 s 1 | +25.4        |
| 7                                   | Akito Watabe         | Japon        | 98.0         | 114.1       | 1 min 16 s       | 24 min 24 s 1        | 4                   | 25 min 40 s 1 | +32.4        |
| 8                                   | Julian Schmid        | Allemagne    | 103.0        | 123.1       | 0 min 40 s       | 25 min 17 s 9        | 21                  | 25 min 57 s 9 | +50.2        |
| 9                                   | Franz-Josef Rehrl    | Autriche     | 102.0        | 115.8       | 1 min 9 s        | 25 min 8 s 3         | 17                  | 26 min 17 s 3 | +1:09.6      |
| 10                                  | Jens Lurås Oftebro   | Norvège      | 92.5         | 103.8       | 1 min 57 s       | 24 min 53 s 2        | 11                  | 26 min 50 s 2 | +1:42.5      |
| 11                                  | Espen Andersen       | Norvège      | 96.0         | 109.3       | 1 min 35 s       | 25 min 17 s 3        | 20                  | 26 min 52 s 3 | +1:44.6      |
| 12                                  | Martin Fritz         | Autriche     | 96.0         | 105.2       | 1 min 51 s       | 25 min 2 s 4         | 14                  | 26 min 53 s 4 | +1:45.7      |
| 13                                  | Yoshito Watabe       | Japon        | 97.5         | 110.8       | 1 min 29 s       | 25 min 25 s 2        | 23                  | 26 min 54 s 2 | +1:46.5      |
| 14                                  | Ryota Yamamoto       | Japon        | 108.0        | 133.0       | 0 min 0 s        | 26 min 54 s 3        | 34                  | 26 min 54 s 3 | +1:46.6      |
| 15                                  | Ben Loomis           | États-Unis   | 94.5         | 105.6       | 1 min 50 s       | 25 min 7 s 8         | 16                  | 26 min 57 s 8 | +1:50.1      |
| 16                                  | Raffaele Buzzi       | Italie       | 93.0         | 99.9        | 2 min 12 s       | 24 min 47 s 3        | 10                  | 26 min 59 s 3 | +1:51.6      |
| 17                                  | Eero Hirvonen        | Finlande     | 93.0         | 104.1       | 1 min 56 s       | 25 min 6 s 3         | 15                  | 27 min 2 s 3  | +1:54.6      |
| 18                                  | Mattéo Baud          | France       | 97.5         | 111.3       | 1 min 27 s       | 25 min 42 s 0        | 25                  | 27 min 9 s 0  | +2:01.3      |
| 19                                  | Jared Shumate        | États-Unis   | 93.5         | 99.2        | 2 min 15 s       | 24 min 55 s 0        | 13                  | 27 min 10 s 0 | +2:02.3      |
| 20                                  | Tomáš Portyk         | Tchéquie     | 97.0         | 110.8       | 1 min 29 s       | 25 min 47 s 4        | 26                  | 27 min 16 s 4 | +2:08.7      |
| 21                                  | Lukáš Daněk          | Tchéquie     | 97.0         | 98.2        | 2 min 19 s       | 25 min 22 s 8        | 22                  | 27 min 41 s 8 | +2:34.1      |
| 22                                  | Perttu Reponen       | Finlande     | 90.0         | 94.2        | 2 min 35 s       | 25 min 9 s 7         | 18                  | 27 min 44 s 7 | +2:37.0      |
| 23                                  | Arttu Mäkiaho        | Finlande     | 95.5         | 95.1        | 2 min 32 s       | 25 min 14 s 3        | 19                  | 27 min 46 s 3 | +2:38.6      |
| 24                                  | Taylor Fletcher      | États-Unis   | 86.5         | 83.3        | 3 min 19 s       | 24 min 31 s 9        | 6                   | 27 min 50 s 9 | +2:43.2      |
| 25                                  | Stephen Schumann     | États-Unis   | 88.5         | 86.4        | 3 min 6 s        | 24 min 46 s 4        | 8                   | 27 min 52 s 4 | +2:44.7      |
| 26                                  | Jan Vytrval          | Tchéquie     | 92.5         | 93.5        | 2 min 38 s       | 25 min 26 s 7        | 24                  | 28 min 4 s 7  | +2:57.0      |
| 27                                  | Espen Bjørnstad      | Norvège      | 99.0         | 110.1       | 1 min 32 s       | 26 min 40 s 1        | 32                  | 28 min 12 s 1 | +3:04.4      |
| 28                                  | Laurent Muhlethaler  | France       | 94.0         | 102.4       | 2 min 2 s        | 26 min 24 s 6        | 31                  | 28 min 26 s 6 | +3:18.9      |
| 29                                  | Ondřej Pažout        | Tchéquie     | 96.0         | 99.9        | 2 min 12 s       | 26 min 19 s 4        | 30                  | 28 min 31 s 4 | +3:23.7      |
| 30                                  | Sora Yachi           | Japon        | 103.5        | 116.9       | 1 min 4 s        | 27 min 34 s 6        | 40                  | 28 min 38 s 6 | +3:30.9      |
| 31                                  | Gaël Blondeau        | France       | 91.0         | 91.3        | 2 min 47 s       | 25 min 56 s 3        | 27                  | 28 min 43 s 3 | +3:35.6      |
| 32                                  | Alessandro Pittin    | Italie       | 75.5         | 62.9        | 4 min 40 s       | 24 min 53 s 4        | 12                  | 29 min 33 s 4 | +4:25.7      |
| 33                                  | Iacopo Bortolas      | Italie       | 93.5         | 97.0        | 2 min 24 s       | 27 min 30 s 8        | 38                  | 29 min 54 s 8 | +4:47.1      |
| 34                                  | Szczepan Kupczak     | Pologne      | 89.5         | 87.5        | 3 min 2 s        | 27 min 22 s 3        | 37                  | 30 min 24 s 3 | +5:16.6      |
| 35                                  | Andrzej Szczechowicz | Pologne      | 82.5         | 76.4        | 3 min 46 s       | 26 min 40 s 2        | 33                  | 30 min 26 s 2 | +5:18.5      |
| 36                                  | Dmytro Mazurchuk     | Ukraine      | 87.0         | 82.5        | 3 min 22 s       | 27 min 8 s 3         | 35                  | 30 min 30 s 3 | +5:22.6      |
| 37                                  | Vid Vrhovnik         | Slovénie     | 91.5         | 88.0        | 3 min 0 s        | 27 min 34 s 5        | 39                  | 30 min 34 s 5 | +5:26.8      |
| 38                                  | Viacheslav Barkov    | ROC          | 78.0         | 61.6        | 4 min 46 s       | 26 min 8 s 2         | 28                  | 30 min 54 s 2 | +5:46.5      |
| 39                                  | Artem Galunin        | ROC          | 77.0         | 66.8        | 4 min 25 s       | 27 min 13 s 8        | 36                  | 31 min 38 s 8 | +6:31.1      |
| 40                                  | Samir Mastiev        | ROC          | 72.0         | 47.8        | 5 min 41 s       | 26 min 18 s 0        | 29                  | 31 min 59 s 0 | +6:51.3      |
| 41                                  | Chingiz Rakparov     | Kazakhstan   | 79.5         | 69.9        | 4 min 12 s       | 27 min 51 s 1        | 41                  | 32 min 3 s 1  | +6:55.4      |
| 42                                  | Park Je-un           | Corée du Sud | 90.0         | 82.3        | 3 min 23 s       | 29 min 11 s 3        | 43                  | 32 min 34 s 3 | +7:26.6      |
| 43                                  | Jiawen Zhao (de)     | Chine        | 81.0         | 59.0        | 4 min 56 s       | 28 min 33 s 8        | 42                  | 33 min 29 s 8 | +8:22.1      |
| 44                                  | Markuss Vinogradovs  | Lettonie     | 72.0         | 55.0        | 5 min 12 s       | 29 min 22 s 4        | 44                  | 34 min 34 s 4 | +9:26.7      |
|                                     | Antoine Gérard       | France       | Disqualifié  | Disqualifié | Disqualifié      | NC                   | NC                  | NC            | NC           |
| Terence Weber                       | Allemagne            | Non partant  | Non partant  | Non partant | NC               | NC                   | NC                  | NC            |              |